# Sebastián Vegas
Sebastián Ignacio Vegas Orellana (Santiago, Chile; 4 de diciembre de 1996) es un futbolista  chileno que se desempeña como defensa central o lateral izquierdo y milita en el club Colo-Colo de la Primera División de Chile. Fue jugador internacional absoluto con Chile.

## Trayectoria

### Inicios
El jugador, oriundo de Las Condes, hizo sus primeros estudios en el Instituto Presidente Errázuriz, donde también estudió el exfutbolista Dante Poli; en aquel lugar no apoyaron su desarrollo en el deporte y gracias a un convenio que poseía su club, pasó a estudiar al colegio The Garden School, de la comuna de La Reina, en Santiago (Chile) para estar más cerca de su lugar de entrenamientos.
En 2013 se graduó de la secundaria (Cuarto Medio en Chile) en la Escuela Audina, un colegio propio del Club Audax Italiano que dicta clases para sus futbolistas en asociación con CCAF La Araucana
Desde los 14 años estuvo siendo observado por ojeadores del Barcelona, quienes lo invitaron en agosto de 2012 a participar de los entrenamientos del Fútbol Club Barcelona Juvenil "A" dirigido por Jordi Vinyals en la Ciutat Esportiva Joan Gamper y a alojarse en La Masia por todo el mes, para ser observado más de cerca.

### Audax Italiano
Realizó sus divisiones inferiores en Audax Italiano (donde se formaron destacados jugadores como Carlos Reinoso, Rafael Olarra, Fabián Orellana, Franco Di Santo, Carlos Villanueva, entre otros) club al cual llegó a los 12 años y desde el comienzo fue un pilar fundamental en los equipos que participó, dirigidos por los profesores Juan Carlos Ganga y Pedro Guerra, con los que fue siempre el capitán del equipo. Estuvo 5 años jugando en el Fútbol Joven de Audax Italiano (2009 - 2013), en los que jugó 120 partidos oficiales y marcó 44 goles.
El primer semestre del año 2013, con 16 años, comenzó a entrenar en el primer equipo de Audax, con el director técnico Pablo Marini, mientras que en junio fue integrado definitivamente al equipo. Con la llegada del nuevo entrenador, Jorge Luis Ghiso, Vegas realizó la pretemporada, y debutó con el primer equipo en un amistoso frente a San Luis de Quillota. Debutó oficialmente el 7 de julio de 2013 por la Copa Chile 2013-14 jugando todo el partido frente Magallanes, siendo uno de los mejores de la cancha y vistiendo la camiseta número seis.
Tras una disputar cinco encuentros en la Copa Chile y haber sido suplente en las tres primeras fechas del Torneo Apertura, debutó por primera división el 10 de agosto de 2013 en el empate 1-1 de Audax frente a O'Higgins, ingresando en el segundo tiempo. En tanto, su debut como titular se dio el 25 del mismo mes, enfrentando a Cobreloa por la quinta fecha del certamen en un partido que terminó 1-1 y en el que jugó todo el encuentro.
Una vez finalizada la Temporada 2013-2014 del fútbol chileno en mayo de 2014, Vegas completó 15 partidos en Primera División de Chile con más de 1000 minutos en cancha, donde fue uno de los jugadores más destacados de su equipo y una de las grandes promesas del torneo. Además el 6 de abril de 2014 marcó su primer gol como profesional frente a Club de Deportes Iquique cuando a los 70 minutos de partido,  en una de sus tantas incursiones al área contraria, empalmó con sutileza un centro enviado de primera por Marco Medel
Por sus participaciones internacionales, durante el Torneo Apertura 2014 (Chile) ha tenido poca participación con su equipo Audax Italiano que es ahora dirigido por el director Técnico chileno Jorge Pellicer. Sin embargo, cuando tuvo un descanso con la Selección Nacional, nuevamente volvió a jugar en Primera División de Chile, recuperando la titularidad en el triunfo contra Club Deportivo Huachipato

### Morelia - "Mazatlán"
El 27 de junio de 2016, se dio a conocer la incorporación del defensor central al Monarcas Morelia, de la Liga MX, en calidad de préstamo por una temporada.
Durante su primer año en el club, disputó 15 compromisos válidos por Liga MX y otros 6 encuentros correspondientes a Copa México, todos ellos como titular, totalizando 1.868 minutos en cancha. Sus buenas actuaciones hicieron que, finalmente, el conjunto azteca comprara la totalidad de su carta a Audax Italiano, pagando a la tienda itálica un monto de 1,5 millones de dólares.
Anotó su primer gol con la camiseta de Monarcas Morelia el 22 de agosto de 2017, enfrentando a Pumas de la UNAM en el Estadio Olímpico Universitario por la sexta jornada 6 del Torneo Apertura de aquel año, decretando el 1-2 definitivo con que su equipo se impuso en condición de visitante. Cuatro días más tarde, nuevamente se hizo presente en las redes, esta vez anotando a los 28' de juego el 1-0 parcial de la victoria final por 2 a 0 de su escuadra ante el Club América, válida por la séptima fecha del torneo azteca.
Si bien durante todas las divisiones menores de Audax Italiano, así como en los inicios de su carrera profesional, se desempeñó como zaguero central, en su llegada a México comenzó a ocupar el puesto de lateral izquierdo en Monarcas Morelia, destacando como uno de los mejores jugadores en su posición dentro de la Liga MX, siendo sondeado por clubes de la Serie A de Italia.
Ya con 23 años Vegas vivió una gran temporada durante 2019, donde fue titular frecuentemente: en el segundo semestre disputó 23 partidos y anotó dos goles. Al final de temporada, Vegas fue escogido parte del equipo ideal de la liga mexicana, como central por izquierda, mérito que oficializó la Liga MX,  a través de redes sociales, en una dupla de zagueros que comparte junto al argentino Nicolás Sánchez, perteneciente a los 'Rayados'.
Tras el cambio de sede el equipo de Monarcas Morelia pasó a llamarse Mazatlán Fútbol Club y jugar en la ciudad de Mazatlán en el estado de Sinaloa, asimismo Vegas tuvo que reportar con su nuevo equipo. Con el equipo Mazatleco solo alcanzaría a jugar tres partidos de pretemporada.

### Monterrey
Después de medio torneo del clausura 2020 se tuvo que dar por concluido la competencia debido a la pandemia de COVID-19, poco tiempo después empezarían los rumores que vinculaban al futbolista chileno con el equipo del Monterrey.
Después de varias semanas, se especulaba la caída del fichaje por no haber acuerdos mutuos entre el representante del jugador y el equipo de Monterrey, hasta que se dijo en varios medios deportivos que el jugador y su representante habrían reducido sus pretensiones para así aceptar todas las condiciones del equipo regio. Exactamente el 14 de julio de 2020 se hizo oficial la llegada de Vegas al Club de Fútbol Monterrey procedente del Mazatlán Fútbol Club, el equipo regio logró concretar un préstamo con opción a compra.

Colo-Colo
Tras varios días de negociaciones y una posible caída del fichaje, el 22 de enero de 2025 es anunciado como nuevo jugador de Colo-Colo mediante las redes sociales del club, llegando a préstamo SIN opción de compra

## Selección nacional

### Selecciones menores
Su debut oficial con "La Roja" fue a los 14 años cuando el director técnico José Calderón Bilbao lo convocó al Campeonato Sudamericano Sub-15 de 2011 donde fue el capitán de la selección chilena. A partir de ese torneo siempre participó en las selecciones menores del país, tanto en amistosos como en campeonatos oficiales. En 2013, fue convocado para jugar el Campeonato Sudamericano sub-17 de ese año, donde Chile quedaría eliminado en primera ronda. En este torneo fue el capitán de la selección chilena, jugó todos los partidos de titular y marcó el tanto del empate contra la selección uruguaya.
A comienzos de 2014 fue citado por el entrenador Claudio Vivas a la Selección de fútbol sub-20 de Chile que se prepara para el Campeonato Sudamericano de Fútbol Sub-20 de 2015. En la primera gira de esta selección, donde fue nombrado una vez más capitán del equipo a pesar de ser el menor, disputaron varios encuentros contra equipos de Primera División y Nacional B del Fútbol Argentino (Club Atlético Lanús, Club Atlético Independiente, Club Social y Deportivo Defensa y Justicia y Quilmes Atlético Club), en todos fue titular. En junio de 2014 viajó con la Selección de fútbol de Chile en calidad de sparring, a la Copa Mundial de Fútbol de 2014. Durante el segundo semestre de 2014 ha participado permanentemente de la Selección de fútbol sub-20 de Chile que pasó a ser dirigida por el técnico argentino Hugo Tocalli, por lo que viajó a giras Catar, Estados Unidos y compitió en el Torneo Cuatro Naciones en Santiago de Chile donde le marcó a la Selección de fútbol sub-20 de Colombia y en el que pudo ser observado por una serie de equipos europeos.

#### Participaciones en Sudamericanos
| Torneo                      | Sede      | Resultado    | Partidos | Goles |
| --------------------------- | --------- | ------------ | -------- | ----- |
| Sudamericano Sub-17 de 2013 | Argentina | Primera fase | 4        | 1     |
| Sudamericano Sub-20 de 2015 | Uruguay   | Primera fase | 4        | 0     |

### Selección absoluta
El entrenador de la selección nacional adulta de Chile Jorge Sampaoli lo convocó en abril de 2013 a participar en calidad de sparring de los entrenamientos previos al duelo en que chilenos y brasileños empataron en Belo Horizonte. Su buen desempeño hizo que fuera nuevamente convocado para participar de la preparación de los duelos de la Selección de fútbol de Chile  por la Clasificación de Conmebol para la Copa Mundial de Fútbol de 2014 frente a Paraguay y Bolivia, en calidad de sparring. En noviembre de 2013 fue invitado por la selección nacional adulta a ser partícipe del equipo que enfrentaría a Inglaterra en el Estadio de Wembley (2007) y a Brasil en Toronto junto a figuras como Gary Medel, Alexis Sánchez, Jorge Valdivia, Arturo Vidal y Eduardo Vargas.
Su primera nominación a la selección adulta se produjo en enero de 2015, con Jorge Sampaoli al mando del combinado chileno, quien lo citó para el duelo amistoso contra Estados Unidos disputado en el Estadio El Teniente de Rancagua, luego de que se consumara la eliminación de la selección chilena sub-20 del Sudamericano de la categoría de Uruguay, certamen en que el defensor central fue el capitán de Chile.
Debutó por la selección adulta el 31 de mayo de 2018, enfrentando a Rumanía en Graz, Austria, bajo la dirección técnica de Reinaldo Rueda. En dicho encuentro, ingresó titular y se desempeñó como lateral izquierdo, siendo reemplazado en el entretiempo por Miiko Albornoz. Finalmente, la "Roja" cayó por 3-2 ante los europeos. En el partido siguiente ante Serbia, disputado en el 4 de junio en la misma ciudad, entró de suplente en el minuto 73 por Miiko Albornoz y Chile ganó por 1-0 ante los serbios. Luego ante Polonia jugó nuevamente de titular, pero tuvo una mala presentación, donde los polacos le ganaron varias veces por la banda izquierda. El técnico Rueda lo sustituyó en el minuto 34 cuando Chile iba cayendo por 2 a 0 por Miiko Albornoz quien haría el gol del empate final por 2-2. Volvió a ser convocado para los duelos de noviembre del mismo año ante Costa Rica y Honduras, donde jugó de titular en el primer encuentro, donde no tuvo una buena presentación pero anotó un gol tras un rebote en el minuto 70. Fue reemplazado por Ángelo Sagal en el minuto 75 y Chile terminó perdiendo por 3-2. Ante Honduras no vio acción, quedando al margen para las siguientes nóminas.
Juan Antonio Pizzi lo cita de última hora para disputar la China Cup 2017 luego de la lesión del defensa chileno Gonzalo Jara, si bien no jugo partidos pero formó parte del plantel que se consagró campeón de la primera China Cup en continente asiático.

### Copas Américas

#### Copa América 2021
En 2021, Vegas formó parte de la nómina oficial de la selección chilena para disputar la Copa América 2021, en dicho torneo solo disputó el partido del 2 de julio de 2021 en el encuentro frente a la selección de Brasil por los cuartos de final de la Copa América 2021 en el estadio Olímpico Nilton Santos de Río de Janeiro. Dicho partido terminaría a favor del cuadro brasileño por 1 a 0 lo que significó la eliminación del combinado chileno del torneo.

### Clasificatorias

#### Clasificatorias a Catar 2022
Para las eliminatorias a Catar 2022, Vegas comenzó a agarrar un puesto de titular en la oncena de la selección chilena, su primer partido en las clasificatorias fue la derrota 2 a 1 de Chile frente a Uruguay en  el estadio Centenario.

#### Participaciones en Clasificatorias a Copas del Mundo
| Eliminatorias              | País  | Resultado | Posición | Partidos | Goles |
| -------------------------- | ----- | --------- | -------- | -------- | ----- |
| Eliminatorias a Catar 2022 | Catar | Eliminado | 7° lugar | 7        | 0     |

#### Participaciones en Copa América
| Torneo            | Sede   | Resultado        | Partidos | Goles |
| ----------------- | ------ | ---------------- | -------- | ----- |
| Copa América 2021 | Brasil | Cuartos de final | 1        | 0     |

#### Participaciones en la China Cup
| Copa           | Sede  | Resultado | Partidos | Goles |
| -------------- | ----- | --------- | -------- | ----- |
| China Cup 2017 | China | Campeón   | 0        | 0     |

### Partidos internacionales
Actualizado hasta el 27 de enero de 2022.
| Partidos internacionales | Partidos internacionales | Partidos internacionales                                      | Partidos internacionales | Partidos internacionales | Partidos internacionales | Partidos internacionales | Partidos internacionales     |
| N.º                      | Fecha                    | Estadio                                                       | Local                    | Resultado                | Visitante                | Goles                    | Competición                  |
| ------------------------ | ------------------------ | ------------------------------------------------------------- | ------------------------ | ------------------------ | ------------------------ | ------------------------ | ---------------------------- |
| 1                        | 31 de mayo de 2018       | Sportzentrum Graz-Weinzödl, Graz, Austria                     | Rumania                  | 3-2                      | Chile                    |                          | Amistoso                     |
| 2                        | 4 de junio de 2018       | Stadion Graz-Liebenau, Graz, Austria                          | Serbia                   | 0-1                      | Chile                    |                          | Amistoso                     |
| 3                        | 8 de junio de 2018       | INEA Stadion, Poznań, Polonia                                 | Polonia                  | 2-2                      | Chile                    |                          | Amistoso                     |
| 4                        | 16 de noviembre de 2018  | Estadio El Teniente, Rancagua, Chile                          | Chile                    | 2-3                      | Costa Rica               |                          | Amistoso                     |
| 5                        | 26 de marzo de 2019      | BBVA Compass Stadium, Houston, Estados Unidos                 | Estados Unidos           | 1-1                      | Chile                    |                          | Amistoso                     |
| 6                        | 5 de septiembre de 2019  | Los Angeles Memorial Sports Arena, California, Estados Unidos | Chile                    | 0-0                      | Argentina                |                          | Amistoso                     |
| 7                        | 10 de septiembre de 2019 | Estadio Olímpico Metropolitano, San Pedro Sula, Honduras      | Honduras                 | 2-1                      | Chile                    |                          | Amistoso                     |
| 8                        | 12 de octubre de 2019    | Estadio José Rico Pérez, Alicante, España                     | Colombia                 | 0-0                      | Chile                    |                          | Amistoso                     |
| 9                        | 15 de octubre de 2019    | Estadio José Rico Pérez, Alicante, España                     | Chile                    | 3-2                      | Guinea                   |                          | Amistoso                     |
| 10                       | 8 de octubre de 2020     | Estadio Centenario, Montevideo, Uruguay                       | Uruguay                  | 2-1                      | Chile                    |                          | Clasificatorias a Catar 2022 |
| 11                       | 13 de octubre de 2020    | Estadio Nacional Julio Martínez Prádanos, Santiago, Chile     | Chile                    | 2-2                      | Colombia                 |                          | Clasificatorias a Catar 2022 |
| 12                       | 26 de marzo de 2021      | Estadio El Teniente, Rancagua, Chile                          | Chile                    | 2-1                      | Bolivia                  |                          | Amistoso                     |
| 13                       | 2 de julio de 2021       | Estadio Olímpico Nilton Santos, Río de Janeiro, Brasil        | Brasil                   | 1-0                      | Chile                    |                          | Copa América 2021            |
| 14                       | 5 de septiembre de 2021  | Estadio Rodrigo Paz Delgado, Quito, Ecuador                   | Ecuador                  | 0-0                      | Chile                    |                          | Clasificatorias a Catar 2022 |
| 15                       | 7 de octubre de 2021     | Estadio Nacional, Lima, Perú                                  | Perú                     | 2-0                      | Chile                    |                          | Clasificatorias a Catar 2022 |
| 16                       | 10 de octubre de 2021    | Estadio San Carlos de Apoquindo , Santiago, Chile             | Chile                    | 2-0                      | Paraguay                 |                          | Clasificatorias a Catar 2022 |
| 17                       | 14 de octubre de 2021    | Estadio San Carlos de Apoquindo , Santiago, Chile             | Chile                    | 3-0                      | Venezuela                |                          | Clasificatorias a Catar 2022 |
| 18                       | 9 de diciembre de 2021   | Q2 Stadium , Austin, Estados Unidos                           | México                   | 2-2                      | Chile                    |                          | Amistoso                     |
| 19                       | 12 de diciembre de 2021  | Banc of California Stadium , Los Ángeles, Estados Unidos      | El Salvador              | 0-1                      | Chile                    |                          | Amistoso                     |
| 20                       | 27 de enero de 2022      | Estadio Zorros del Desierto , Calama, Chile                   | Chile                    | 1-2                      | Argentina                |                          | Clasificatorias a Catar 2022 |
| Total                    |                          |                                                               | Presencias               | 20                       | Goles                    | 2                        |                              |

| Selección chilena | Selección chilena | Selección chilena |
| Año               | Partidos          | Goles             |
| ----------------- | ----------------- | ----------------- |
| 2018              | 4                 | 1                 |
| 2019              | 5                 | 0                 |
| 2020              | 2                 | 0                 |
| 2021              | 8                 | 1                 |
| 2022              | 1                 | 0                 |
| Total             | 20                | 2                 |

## Estadísticas

### Clubes
Actualizado al último partido disputado el 22 de junio de 2025.
| Club                      | Div.          | Temporada     | Liga  | Liga  | Liga   | Copas nacionales | Copas nacionales | Copas nacionales | Torneos internacionales | Torneos internacionales | Torneos internacionales | Total | Total | Total  | Media goleadora |
| Club                      | Div.          | Temporada     | Part. | Goles | Asist. | Part.            | Goles            | Asist.           | Part.                   | Goles                   | Asist.                  | Part. | Goles | Asist. | Media goleadora |
| ------------------------- | ------------- | ------------- | ----- | ----- | ------ | ---------------- | ---------------- | ---------------- | ----------------------- | ----------------------- | ----------------------- | ----- | ----- | ------ | --------------- |
| Audax Italiano · Chile    | 1.ª           | 2013-14       | 15    | 1     | 0      | 5                | 0                | 0                | —                       | —                       | —                       | 20    | 1     | 0      | 0.05            |
| Audax Italiano B · Chile  | 3.ª           | 2013-14       | 2     | 0     | 0      | —                | —                | —                | —                       | —                       | —                       | 2     | 0     | 0      | 0.00            |
| Audax Italiano B · Chile  | Total club    | Total club    | 2     | 0     | 0      | 0                | 0                | 0                | 0                       | 0                       | 0                       | 2     | 0     | 0      | 0.00            |
| Audax Italiano · Chile    | 1.ª           | 2014-15       | 20    | 0     | 0      | 1                | 0                | 0                | —                       | —                       | —                       | 21    | 0     | 0      | 0.00            |
| Audax Italiano · Chile    | 1.ª           | 2015-16       | 19    | 0     | 0      | 4                | 1                | 0                | —                       | —                       | —                       | 23    | 1     | 0      | 0.04            |
| Audax Italiano · Chile    | Total club    | Total club    | 54    | 1     | 0      | 10               | 1                | 0                | 0                       | 0                       | 0                       | 64    | 2     | 0      | 0.03            |
| Monarcas Morelia · México | 1.ª           | 2016-17       | 15    | 0     | 0      | 6                | 0                | 0                | —                       | —                       | —                       | 21    | 0     | 0      | 0.00            |
| Monarcas Morelia · México | 1.ª           | 2017-18       | 26    | 2     | 0      | 4                | 1                | 0                | —                       | —                       | —                       | 30    | 3     | 0      | 0.1             |
| Monarcas Morelia · México | 1.ª           | 2018-19       | 25    | 4     | 0      | 6                | 1                | 0                | —                       | —                       | —                       | 31    | 5     | 0      | 0.16            |
| Monarcas Morelia · México | 1.ª           | 2019-20       | 30    | 2     | 0      | 5                | 0                | 0                | —                       | —                       | —                       | 35    | 2     | 0      | 0.06            |
| Monarcas Morelia · México | Total club    | Total club    | 96    | 8     | 0      | 21               | 2                | 0                | 0                       | 0                       | 0                       | 117   | 10    | 0      | 0.09            |
| C. F. Monterrey · México  | 1.ª           | 2020-21       | 32    | 2     | 2      | 2                | 0                | 0                | 3                       | 0                       | 0                       | 37    | 2     | 2      | 0.05            |
| C. F. Monterrey · México  | 1.ª           | 2021-22       | 31    | 1     | 0      | —                | —                | —                | 5                       | 0                       | 0                       | 36    | 1     | 0      | 0.03            |
| C. F. Monterrey · México  | 1.ª           | 2022-23       | 34    | 1     | 1      | —                | —                | —                | —                       | —                       | —                       | 34    | 1     | 1      | 0.03            |
| C. F. Monterrey · México  | 1.ª           | 2023-24       | 29    | 1     | 2      | —                | —                | —                | 8                       | 0                       | 0                       | 37    | 1     | 2      | 0.03            |
| C. F. Monterrey · México  | 1.ª           | 2024-25       | 14    | 0     | 1      | —                | —                | —                | —                       | —                       | —                       | 14    | 0     | 1      | 0.03            |
| C. F. Monterrey · México  | Total club    | Total club    | 140   | 5     | 6      | 2                | 0                | 0                | 16                      | 0                       | 0                       | 158   | 5     | 6      | 0.03            |
| Colo-Colo · Chile         | 1.ª           | 2025          | 11    | 2     | 0      | 6                | 1                | 0                | 6                       | 0                       | 0                       | 23    | 3     | 0      | 0.13            |
| Colo-Colo · Chile         | Total         | Total         | 11    | 2     | 0      | 6                | 1                | 0                | 6                       | 0                       | 0                       | 23    | 3     | 0      | 0.13            |
| Total carrera             | Total carrera | Total carrera | 293   | 16    | 6      | 39               | 4                | 0                | 22                      | 0                       | 0                       | 354   | 20    | 6      | 0.06            |
| 1. 2. 3.                  |               |               |       |       |        |                  |                  |                  |                         |                         |                         |       |       |        |                 |

### Selecciones
| Selección      | Temporada     | Amistosos | Amistosos | Sudamérica | Sudamérica | Mundial | Mundial | Total | Total | Media goleadora |
| Selección      | Temporada     | Part.     | Goles     | Part.      | Goles      | Part.   | Goles   | Part. | Goles | Media goleadora |
| -------------- | ------------- | --------- | --------- | ---------- | ---------- | ------- | ------- | ----- | ----- | --------------- |
| Sub-17 · Chile | 2013          | —         | —         | 4          | 1          | —       | —       | 4     | 1     | 0.25            |
| Sub-17 · Chile | Total         | 0         | 0         | 4          | 1          | 0       | 0       | 4     | 1     | 0.25            |
| Sub-20 · Chile | 2015          | —         | —         | 4          | 0          | —       | —       | 4     | 0     | 0.00            |
| Sub-20 · Chile | Total         | 0         | 0         | 4          | 0          | 0       | 0       | 4     | 0     | 0.00            |
| Adulta · Chile | 2018          | 4         | 1         | —          | —          | —       | —       | 4     | 1     | 0.25            |
| Adulta · Chile | 2019          | 5         | 0         | —          | —          | —       | —       | 5     | 0     | 0.00            |
| Adulta · Chile | 2020          | —         | —         | 2          | 0          | —       | —       | 2     | 0     | 0.00            |
| Adulta · Chile | 2021          | 3         | 1         | 5          | 0          | —       | —       | 8     | 1     | 0.13            |
| Adulta · Chile | 2022          | —         | —         | 1          | 0          | —       | —       | 1     | 0     | 0.00            |
| Adulta · Chile | Total         | 12        | 0         | 8          | 0          | 0       | 0       | 20    | 2     | 0.1             |
| Total carrera  | Total carrera | 12        | 0         | 16         | 1          | 0       | 0       | 28    | 3     | 0.11            |
| 1.             |               |           |           |            |            |         |         |       |       |                 |

## Palmarés

### Títulos nacionales
| Título  | Club            | País   | Año     |
| ------- | --------------- | ------ | ------- |
| Copa MX | C. F. Monterrey | México | 2019-20 |

### Títulos internacionales
| Título                           | Club            | País   | Año  |
| -------------------------------- | --------------- | ------ | ---- |
| Liga de Campeones de la Concacaf | C. F. Monterrey | México | 2021 |